# 하산 1세 공항

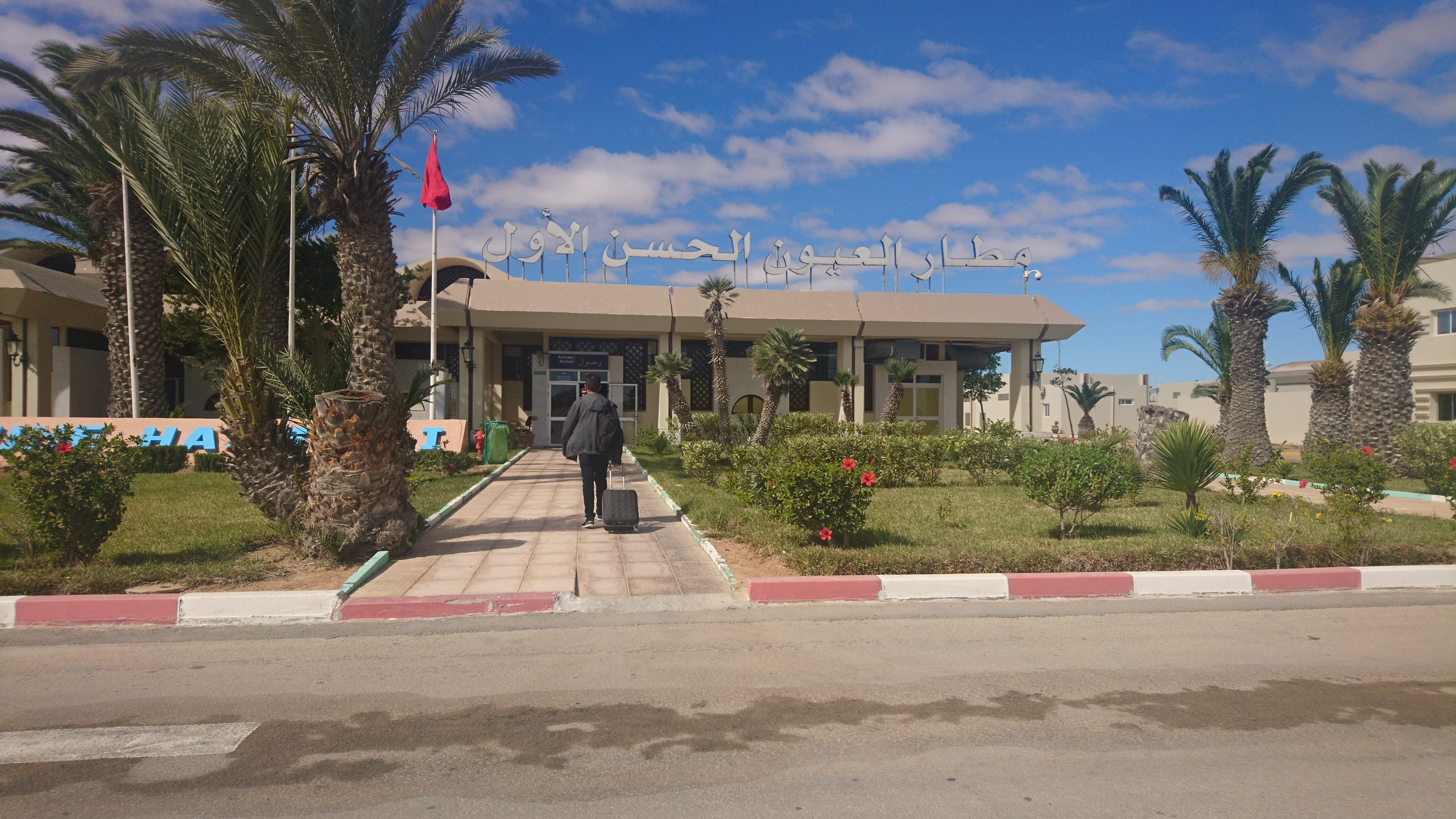

하산 1세 공항(Hassan I Airport, IATA: EUN, ICAO: GMML)은 서사하라의 최대 도시인 엘아이운을 관할하는 공항이다. 이 공항의 이름은 모로코 하산 1세의 이름을 딴 것이다. 모로코 국유 기업 ONDA에 의해 운영되고 있다. 서사하라의 정치적 문제로 인해 이 공항은 Moroccan AIP에서 GMML로, 스페인 AIP에서 GSAI로 표기된다.